# São Sebastião da Pedreira
São Sebastião da Pedreira ist eine portugiesische Gemeinde (Freguesia) im 3. Bairro der Hauptstadt Lissabon. Sie ist umgeben von den Nachbargemeinden Campolide, Nossa Senhora de Fátima, São Jorge de Arroios, Coração de Jesus und São Mamede. Die Freguesia besteht seit 1601, ihr Name bezieht sich auf eine ehemals dort vorhandene Kapelle im Gedenken an den Heiligen Sebastian (São Sebastião).

## Sehenswürdigkeiten und andere wichtige Einrichtungen

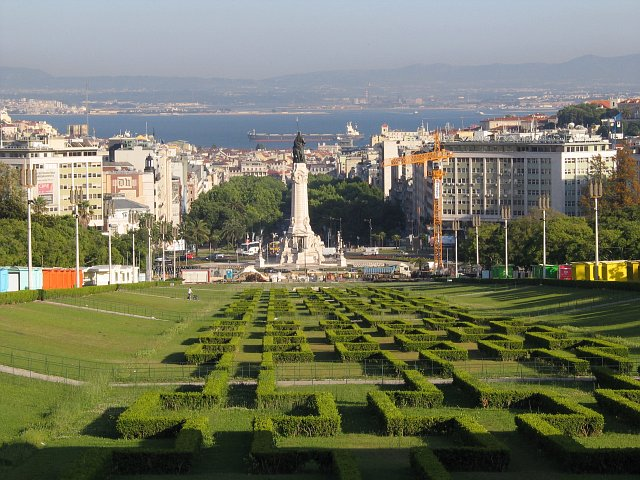
Parque Eduardo VII, wichtigster und größter Bestandteil der Gemeinde

Wichtigster und größter Bestandteil der Gemeinde ist der Parque Eduardo VII, dessen Namensgeber Eduard VII. 1903 Portugal besuchte. Um die guten Beziehungen zwischen dem Vereinigten Königreich und Portugal ein Symbol zu geben, benannte die Stadtverwaltung den städtischen Park nach dem britischen Monarchen. Dort findet regelmäßig die Feira do Livro, eine regionale Buchmesse, statt. Nördlich angrenzend befindet sich der Jardim Amália Rodrigues, ebenso ein Park, im Gedenken an die bekannte Fadosängerin.
Die Freguesia selbst war beziehungsweise ist in Lissabon sehr bekannt dafür eine hohe Geburtenrate zu besitzen, da sich im östlichen Teil des Stadtteils die Geburtsklinik Maternidade Alfredo da Costa befindet. Die 1932 eröffnete Klinik gehört zu einer von insgesamt sechs Lissabonner Geburtenkliniken. Zum 1. Juni 1988, dem Tag des Kindes, stellte die Gemeindeverwaltung eine Statue mit dem Namen „Mães“ (Mütter) vor der Klinik auf, entworfen vom Künstler Rogério da Fonseca Machado.
Außerdem befinden sich in dem Stadtteil noch das Casa Museu Dr. Anastácio Gonçalves, eine 1904–1905 gebautes Ausstellungsgalerie, die vorwiegend Gemälde portugiesischer Künstler des 19. und 20. Jahrhunderts wie Alfredo Keil, Columbano Bordalo Pinheiro, Tomás Anunciação und Miguel Ângelo Lupi zeigt. Ebenso befindet sich auf der östlichen Seite des Parque Eduardo VII der Pavilhão Carlos Lopes, der 1929–1932 wiederaufgebaute Portugal-Pavillon der Weltausstellung 1922 in Rio de Janeiro, der vornehmlich für Sport- und Kulturveranstaltungen, beispielsweise die Rollhockey-Weltmeisterschaft 1947, genutzt wird. Er trägt den Namen des ersten portugiesischen Olympiasiegers im Langstreckenlauf, Carlos Lopes.

## Verkehr

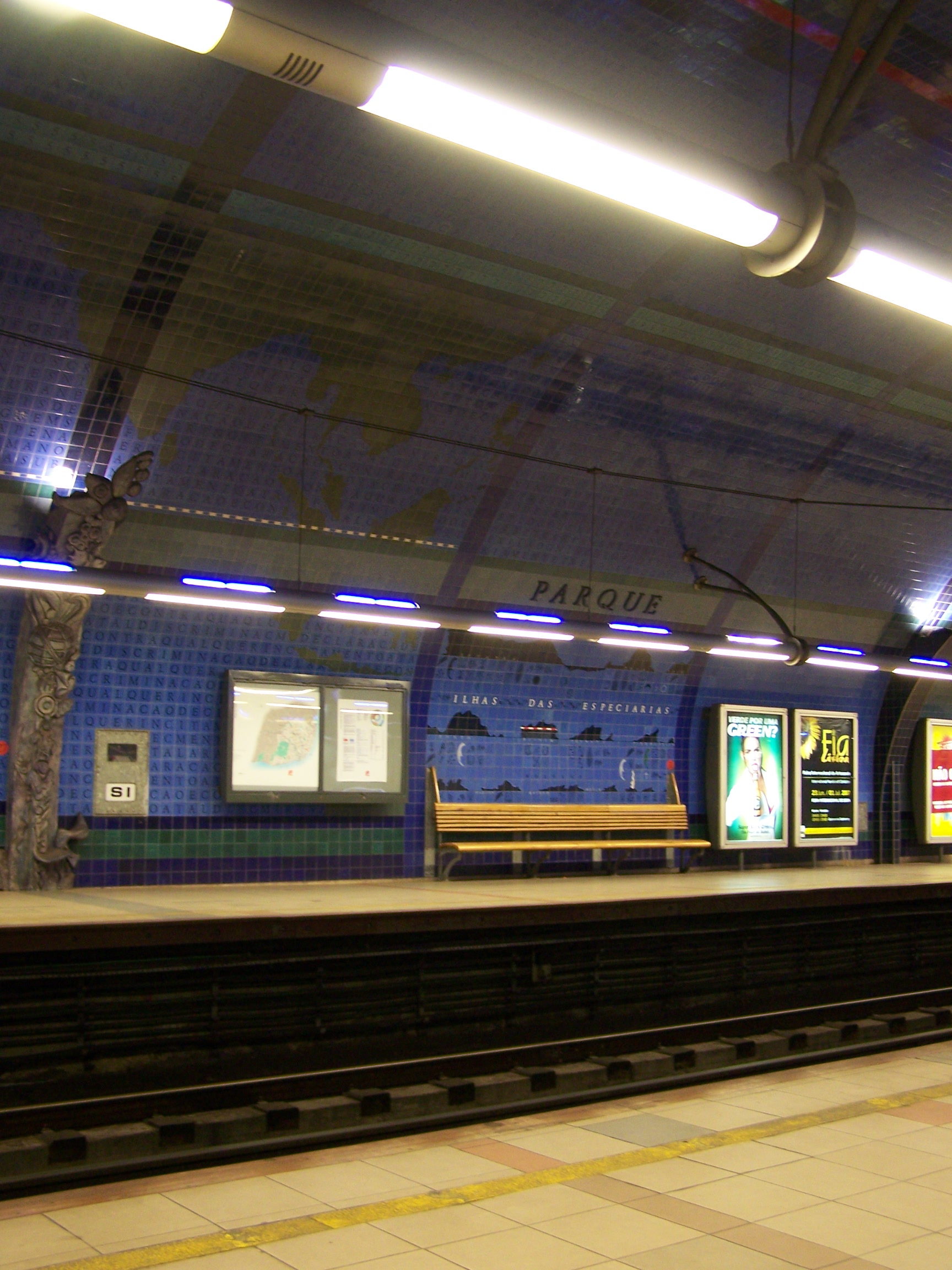
U-Bahnhof Parque

Die Gemeinde ist verkehrlich durch mehrere große Hauptstraßen gut in das Straßensystem der portugiesischen Hauptstadt eingebunden. Zu erwähnen sind besonders die große Einfallstraßen Avenida António Augusto de Aguiar, Avenida Fontes Pereira de Melo, Avenida Duque d'Ávila sowie die Plätze Praça Marquês de Pombal, Praça Duque de Saldanha und Praça de Espanha.
Durch die geografisch relativ zentrale Lage der Freguesia kreuzen mehrere U-Bahnlinien der Metro Lissabon die Gemeinde, die Linha Azul (blaue Linie) und die Linha Amarela (gelbe Linie). Insgesamt gibt es fünf U-Bahnhöfe in der Gemeinde, Marquês de Pombal, Parque, São Sebastião, Picoas sowie Saldanha. Zahlreiche Buslinien der städtischen Carris erschließen ebenso die Gemeinde.

## Persönlichkeiten
- Frederico Figueiredo (* 1991), Radrennfahrer
- Marcelo Rebelo de Sousa (* 1948), Staatspräsident Portugals